# Spas-Klepiki
Spas-Klepiki (ros. Спас-Клепики) – miasto w Rosji, w obwodzie riazańskim. W 2010 roku liczyło 5916 mieszkańców.